# Henry St. John Thackeray
Henry St. John Thackeray (* 1869; † 30. Juni 1930) war ein britischer Gelehrter am King’s College der University of Cambridge. Er war Fachmann für die Koine, d. h. die griechische Sprache der hellenistischen Zeit, für Flavius Josephus, dessen Schriften er ins Englische übersetzte und publizierte, und die Septuaginta. Er war einer der drei Herausgeber der Cambridger Septuaginta-Ausgabe.

## Werke
Zu seinen Werken zählen
- The Relation of St. Paul to Contemporary Jewish Thought, 1900
- The Letter of Aristeas (Der Aristeasbrief), 1904
- A grammar of the Old Testament in Greek according to the Septuagint, 1909
- Selections from Josephus, 1919
- The Septuagint and Jewish Worship: A Study in Origins, 1921
- Josephus: The Man and the Historian, 1929

Außerdem trug er einen Anhang mit dem Brief des Aristeas zu dem von dem Gelehrten Henry Barclay Swete (1835–1917) 1900 veröffentlichten Buch  An Introduction to the Old Testament in Greek (Eine Einführung in das Alte Testament auf Griechisch) bei.
| Personendaten    | Personendaten                               |
| ---------------- | ------------------------------------------- |
| NAME             | Thackeray, Henry St. John                   |
| KURZBESCHREIBUNG | britischer Sprach- und Bibelwissenschaftler |
| GEBURTSDATUM     | 1869                                        |
| STERBEDATUM      | 30. Juni 1930                               |